# Orgilus amplissimus
Orgilus amplissimus är en stekelart som beskrevs av Chou 1995. Orgilus amplissimus ingår i släktet Orgilus och familjen bracksteklar. Inga underarter finns listade i Catalogue of Life.